# Lenguas piawi
Las lenguas piawi son una pequeña familia lingüística de lenguas papúes, propuesta en la clasificación de Malcolm Ross. Previamente Stephen Wurm había clasificado entre las lenguas trans-neoguineanas.

## Clasificación
La familia piawi incluye dos lenguas:
- Lenguas piawi: Pinai-Hagahai, Haruai (Waibuk)

Davies y Comrie 1985 notaron algunas similitudes con los pronombres de las lenguas enganas (que son parte de las lenguas trans-neoguineanas), Ross toma en consideración este posible parentesco pero al no encontrar otras similitudes léxicas considera que las lenguas piawi deben ser consideradas preliminarmente como una familia independiente. Comrie y Davies también consideran que las lenguas piawi son una familia independiente. Foley sugirió que las lenguas piawi y las lenguas arafundi podrían estar relacionadas (Comrie, 1992). Ross considera que el parentesco con el arafundi y las lenguas del río Ramu parece más prometedora que la relación con las lenguas enganas.

## Descripción lingüística

### Pronombres
A continuación se presenta una comparación del proto-piawi, proto-Ramu, el arafundi, el proto-engano septentrional reconstruidos por Ross. Las consonantes nasales iniciales aparecen muy frecuentemente y además son frecuentes en toda Nueva Guinea, por lo que ese hecho en sí mismo no parece indicativo de parentesco filogenético.
|                 | "yo"       | "tú"     | "él/ella" | "nosotros dos"    | "vosotros dos" | "nosotros"        | "vosotros"        |
| --------------- | ---------- | -------- | --------- | ----------------- | -------------- | ----------------- | ----------------- |
| proto-piawi     | *ni-ga     | *na-ga   | *nu-ga    | *(n)ane-ga-li(mi) | *ni-ga-li(mi)  | *ane-ga, *nane-ga | *ni-ga            |
| proto-Ramu      | *aŋko, *ni | *un, *nu | *man      | *a-ŋk-a           | *(n)o-ŋk-oa    | *a-ni, *na-ni     | *u-ni, *nu-ni     |
| Arafundi        | ɲiŋ        | nan      | nda       | aci               | niɲi           | aŋ                | nuŋ               |
| proto-engano N. | *na-ba     | *ne-ba   | *-ba      | *na-li-ba         | *ɲa-li-mba     | *na-ni-ma         | *ɲa-ma, *ɲa-ka-ma |

Tanto las lenguas enganas como las lenguas piawei tienen un sufijo de número dual *-li.